# Casa degli Amorini Dorati
La casa degli Amorini Dorati è una domus di epoca romana dell'antica Pompei, ubicata nella Regio VI, sepolta dall'eruzione del Vesuvio del 79.

## Storia
La sua struttura è il risultato dell'unione di due strutture differenti, risalenti al III e II secolo a.C.
Molti degli elementi decorativi della domus sono andati perduti a seguito del terremoto del 62 d.C. Diverse iscrizioni testimoniano che la domus sia appartenuta alla gens Poppeae, una famiglia molto importante a Pompei che si pensa fosse imparentata con l'imperatore Nerone tramite Poppea.
La domus è stata ritrovata a seguito degli scavi iniziati secondo il volere di Carlo III di Borbone.
A dare il nome alla domus è stata una decorazione ritrovata in un cubicolo: all'interno dell'intonaco vi erano dei dischetti in vetro in cui erano stati inserite delle lamine in oro con incisi degli amorini.

## Descrizione
Si tratta di una delle abitazioni più eleganti collegabili all'Età Imperiale. 
L'ingresso si apre con due stanze, le quali erano destinate ad accogliere la servitù: un atrio illuminato dalla luce esterna e un tablino caratterizzato da un mosaico e delle pitture alle pareti, che hanno come tema centrale l'incontro tra Paride ed Elena.
Un'altra stanza importante per le sue decorazioni è il salone: anche in questa stanza il pavimento è decorato da mosaici e da affreschi lungo le pareti; tra i personaggi spiccano Achille, Patroclo e Briseide; questa stanza offre un'ottima vista del giardino, riccamente decorato con statue di piccole dimensioni, maschere teatrali, riproduzioni animali e colonne tra cui erano posizionati dei medaglioni così che gli ospitanti fossero protetti dalla cattiva sorte.
All'interno della domus è possibile trovare anche ambienti destinati al culto: un'edicola e un sacello. La prima è dedicata al culto domestico tradizionale, il secondo è destinato al culto di divinità egizie ritratte anche in diversi dipinti: Anubi, dio della mummificazione e dei cimiteri, Arpocrate, dio bambino figlio di Iside, la stessa Iside, dea della maternità ed infine Serapide, dio guaritore. 
Ultimo ambiente degno di nota è una stanza con decorazione gialla a tinta unita, con molte probabilità dedicata esclusivamente alla figura femminile; si può giungere a questa stanza attraverso un corridoio che funge da museo in cui spicca una statua di Venere.

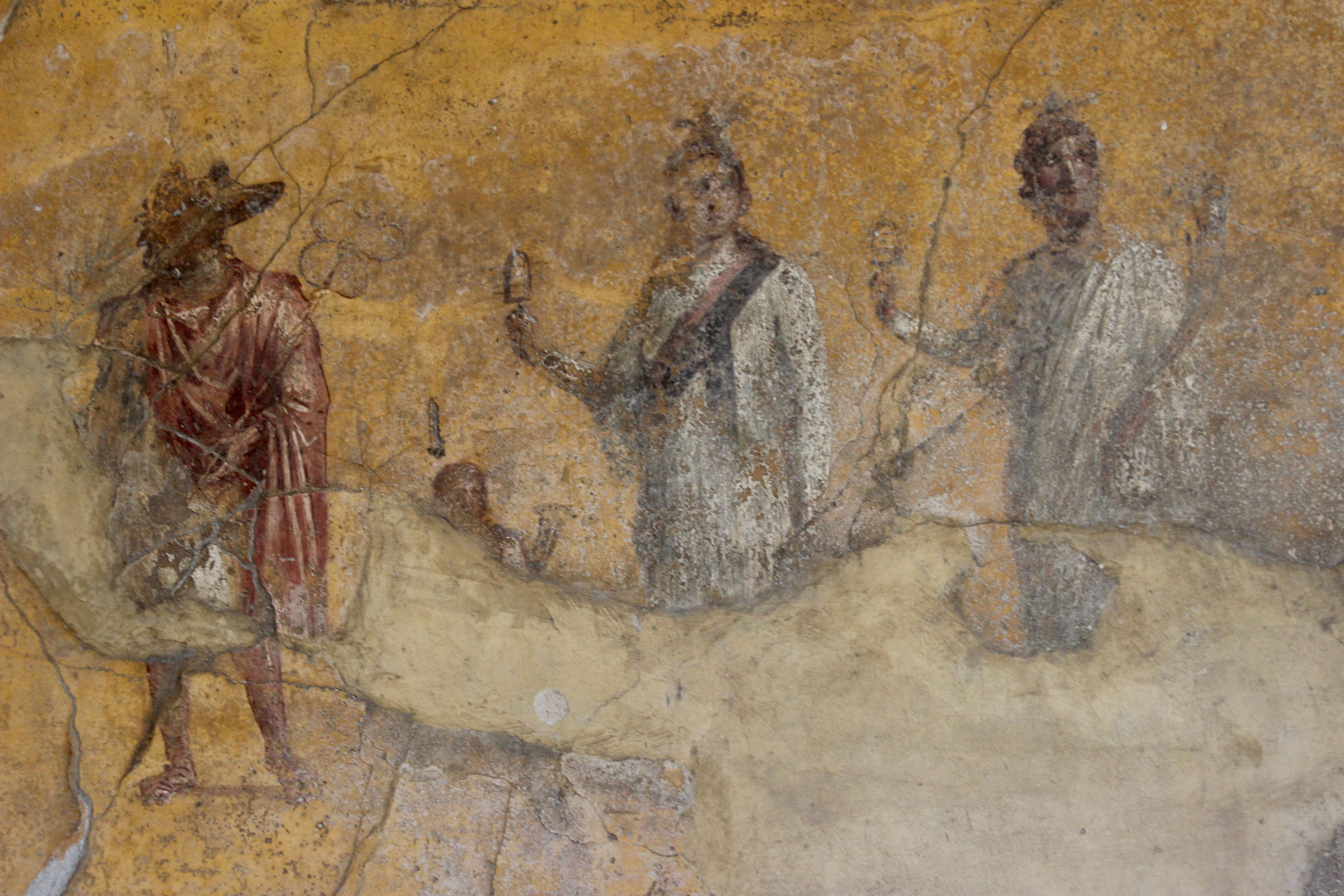
Iside, Arpocrate e Serapide con Anubi, sacello dedicato a divinità egizie
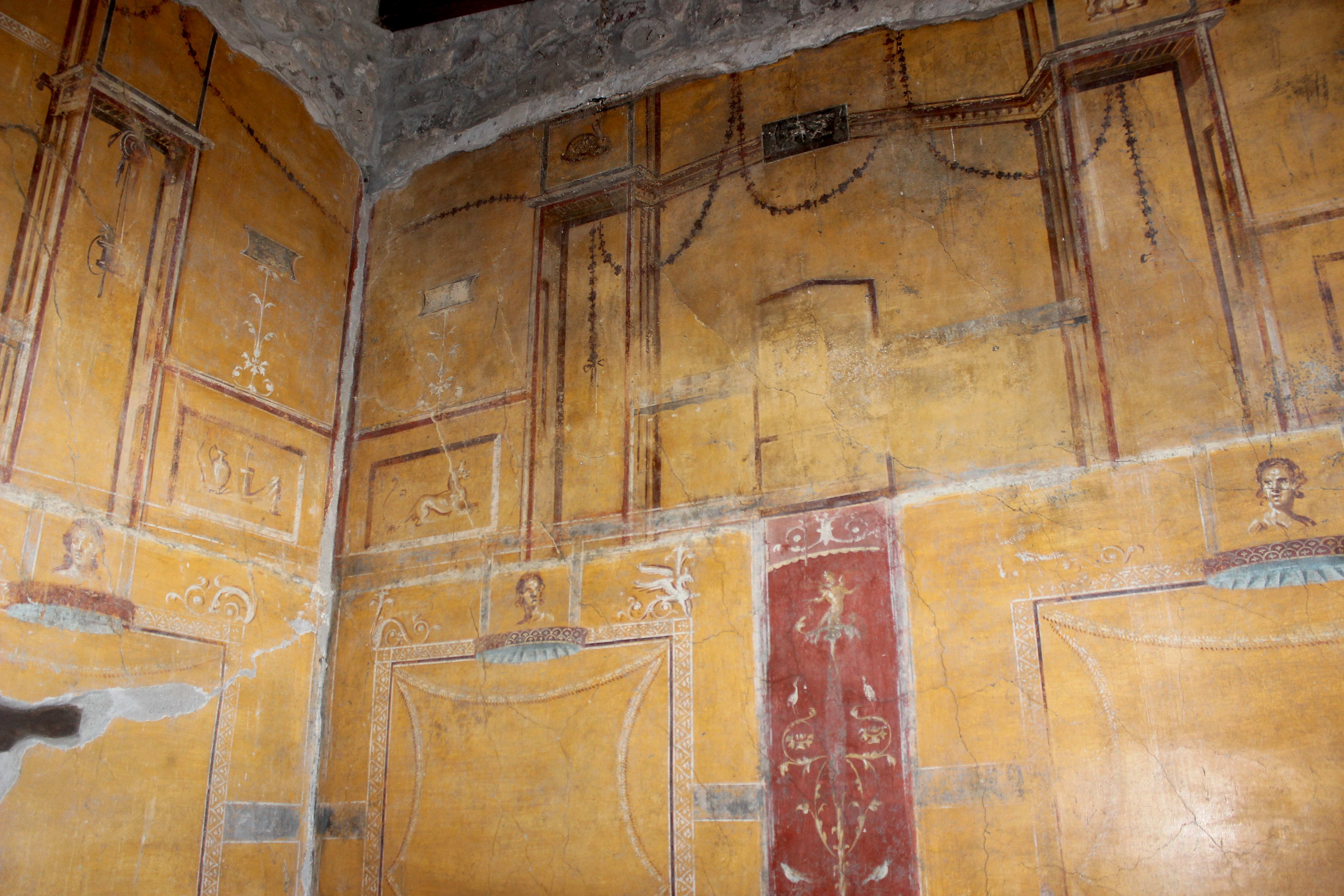
Affreschi del quarto stile pompeiano
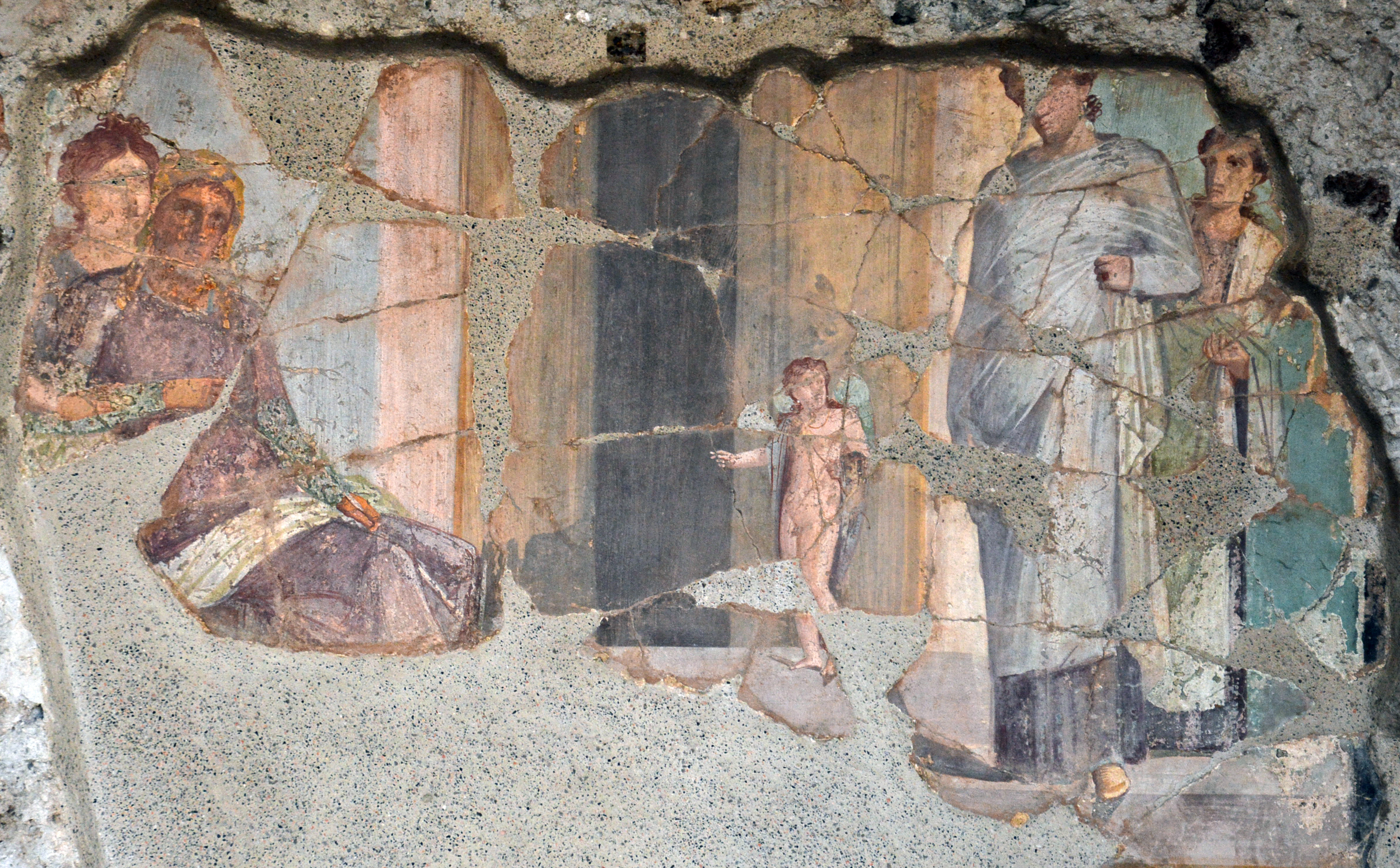
Incontro tra Paride ed Elena, affresco nel tablinum
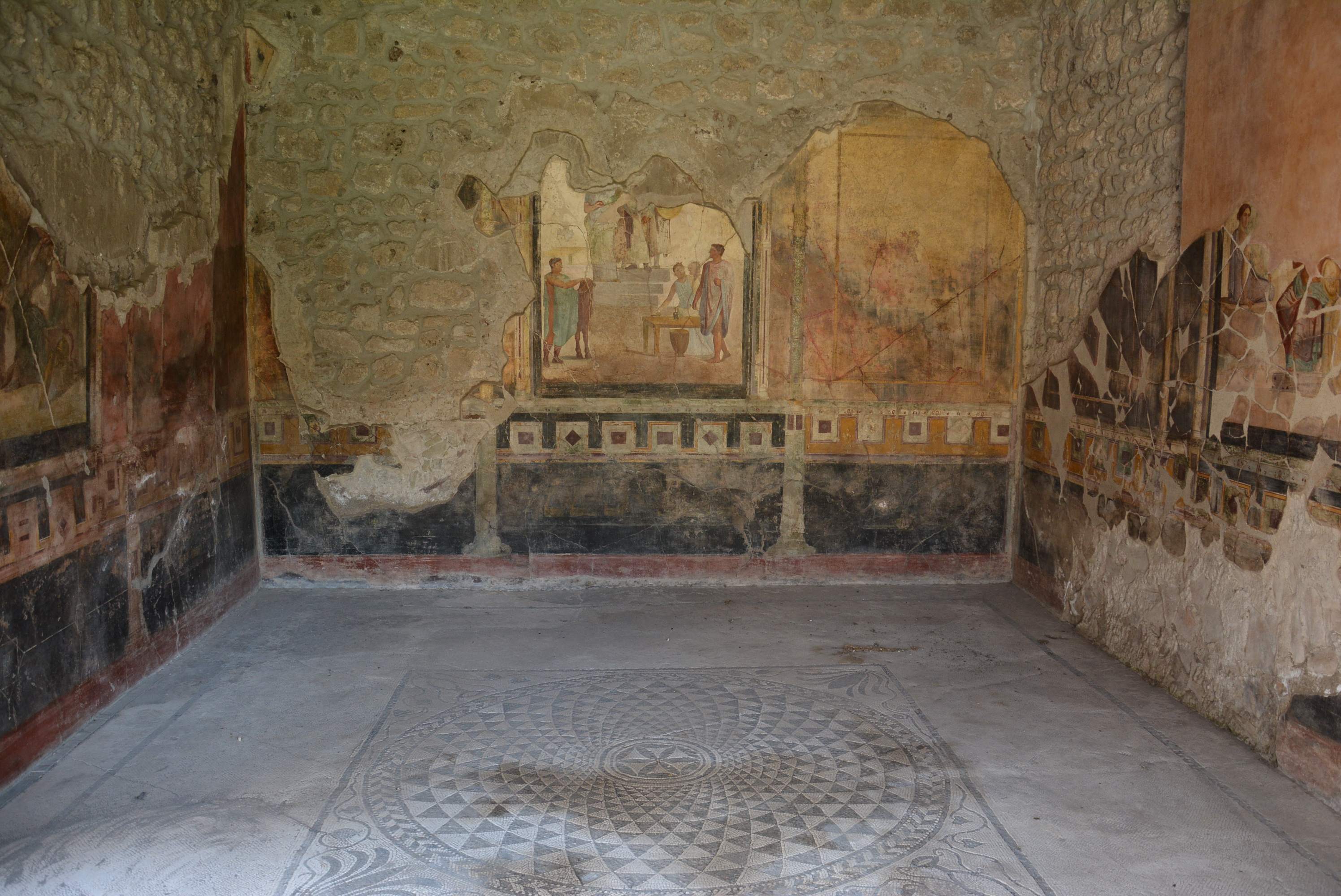
Sala principale
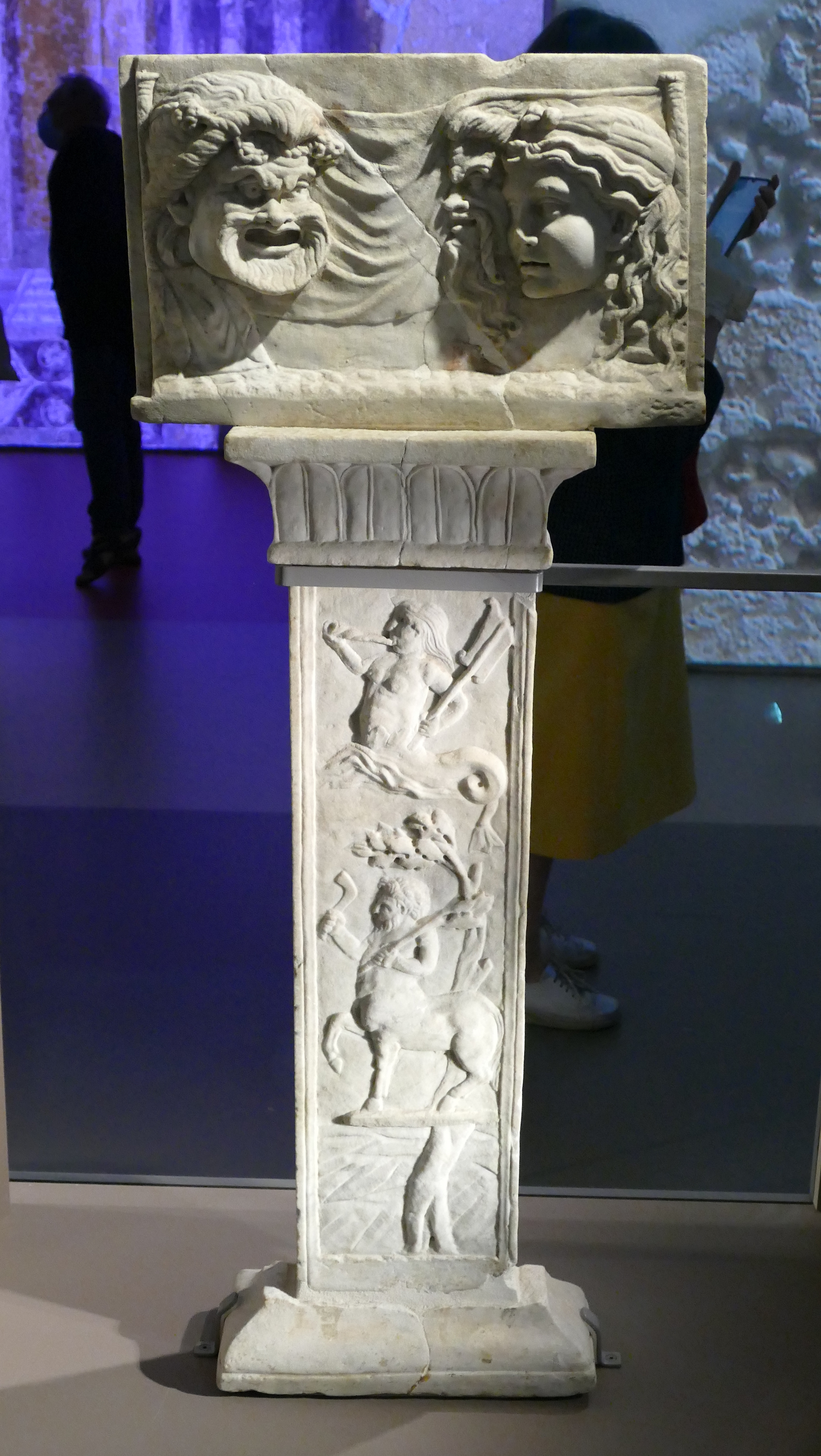
Pilastro con maschere, rinvenuto nella casa degli amorini dorati